# 양지해밀도서관
양지해밀도서관은 경기도 용인시의 도서관이다.

## 연혁
- 2016.09.12. 양지해밀도서관 개관
- 2016.12. 희망도서 바로대출제 통합관리시스템 구축
- 2017.03. 독서마라톤 대회 운영
- 2017.07.10. 도서관사업소 신설
- 2017.08. 희망도서 바로대출제 통합관리시스템 특허 등록
- 2017.09. 제1회 용인시 전국 독서감상문 대회 개최
- 2017.10. 희망도서 바로대출제 제5회 대한민국 지방자치박람회 최우수 행정서비스 선정
- 2017.10.14. 경기 다독다독 축제 개최
- 2018.01. 문학자판기 서비스 운영

## 시설 현황
- 2층: 자료실(기존 양지해밀작은도서관), PC교육실(처인구 청보화교육 운영), 청소년 공부방(여성가족과 위탁운영)
- 1층: 종합자료실, 도서정리실
- 지하1층: 기계실/창고